# Martin Harich
Martin Harich (* 29. srpna 1995 Liptovský Mikuláš) je slovenský zpěvák. Proslavil se v soutěži Česko Slovenská Superstar, kde se dostal do finále a skončil na 4. místě. Ale již před Superstar se dostali s Markem Masarikem do povědomí fanoušků díky MiniTalent Show. Hned na podzim roku 2011 vydal své první album s názvem Príbeh Snov, které je téměř celé autorské. V hudebních cenách TV Óčko se stal objevem roku 2011 a jeho videoklip ke skladbě Nezvestná se stal klipem roku 2011 a Videoklip ke skladbě Posledná pieseň se stal videoklipem roku 2012. V roce 2013 vydal druhé album s názvem Nech. V roce 2016 vyšlo třetí album Pátram. V roce 2016 byl zároveň jedním z osmi soutěžících televizní show Tvoja tvár znie povedome. V roce 2017 vyšlo album Mapy.

## Život
Žije v Liptovském Mikuláši na Slovensku. Má mladší sestru Lenku. Už odmalička zpíval ve folklorním souboru, ale když se tam muselo i tancovat, moc se mu to nelíbilo. Poprvé vystoupil s kapelou svého otce bubeníka Ladislava Haricha v deseti letech. Na kytaru se naučil hrát sám ale nyní umí hrát i na klavír a bicí. Vystudoval osmileté gymnázium M. M. Hodžu v Liptovském Mikuláši. Odmaturoval když mu bylo 17. Zajímavost: Martin miluje kytary a tak už má doma pěknou sbírku a na koncertech má co střídat.
Po absolvování poutě do Santiago de Compostely, pobytu v Číně a úspěchu v Britském X-Factoru přichází Martin po téměř tříletém odstupu od posledního studiového alba se zcela novou atmosférou.

## Skupina
Nyní vystupuje s kapelou Musitany Hope která vznikla v roce 2009. Nejprve se skládala ze dvou členů – Martina Haricha a Marka Masarika. Později se zúčastnili Mini talent show kde se dostali do povědomí diváků. O dva roky později se Martin Harich přihlásil na Košický casting do Česko-slovenské superstar 2. Postoupil do semifinále, později do finále a nakonec si "vybojoval" 4. místo i přes to že už byl jednou vyřazen, ale od poroty dostal divokou kartu. Po skončení soutěže kapela přidala dva členy, baskytaristu Martina Ilka a bubeníka Mateje Richtarčíka. Ty odehráli s Martinem a Markem velké množství koncertů po celém Slovensku a České republice. Ovšem na konci roku kapelu opustili a na začátku roku 2012 je nahradil nový bubeník Michal Bartánus a baskytarista Vikiel Mydlo a toto je kapela Musitany Hope, která má koncertní plán velmi nabitý a koncertuje po celém Česku a Slovensku. Např. v červnu roku 2012 odehrál Martin Harich s kapelou něco přes 21 koncertů a tudíž byli téměř každý den na cestách.

## Diskografie a videoklipy

### Príbeh snov
Jeho debutové album 'Príbeh snov' má 11 skladeb a vyšlo v září 2011.
Skladby:
1. Od začiatku po koniec 2. Stále 3. V Observatoriu 4. Nezvestná (k této skladbě je videoklip) 5. Sme tu zase 6. Príbeh snov (k této skladbě je videoklip) 7. Ja ťa nájdem (k této skladbě je videoklip) 8. Najmenej milión 9. Lucienne 10. Cesty 11. Čajky
Z toho 10 (kromě skladby Nezvestná) si všechny složil sám.

### Nech
Druhé album vyšlo v květnu 2013 a nese název 'Nech' . Martin Harich je autorem všech jedenácti skladeb z alba.
Skladby:
1. Asi mi horí tvár (k této skladbě je videoklip) 2. Čo ti mám povedať 3. Jin a Jang 4. Spiaca princezná 5. Čakám čo sa stane (k této skladbě je videoklip) 6. V nebi som nikdy nebol 7. Dokonalá 8. Nech 9. Časovrat 10. Posledná pieseň (k této skladbě je videoklip) 11. Ďakujem náhodám.

### Pátram
Roku 2016 vyšlo EP s výstižným názvem 'Pátram' , právě pro toto toulavé období Martinova života. Kompletně slovenská nahrávka se nese v klidné, pocitové a večerní náladě.
Skladby:
1. Pátram 2. Kam sa to podelo 3. Čo potom 4. Tichý večer 5. Kde bolo tam bolo. Ke všem skladbám vydal i videoklip.
Kromě skladby Tichý večer, při níž Martin vycházel z básně povstaleckého básníka Marcela Herze, je deska kompletně autorská. Textově, hudebně a tentokrát i producentsky. Martin si všechny skladby nahrál ve svém pokoji. Finální master svěřil do rukou svému kamarádovi – zvukovému nadšenci – Jankovi Zborovjanovi, se kterým dříve spolupracoval i na singlovce Under the lamps.

### Mapy
V roce 2017 vydal album 'Mapy'

### Skladby, které nikdy nevyšly na žádném jeho albu

#### Mám ťa málo
Na album Celeste Buckingham s názvem Don't Look Back z roku 2013 Martin přispěl duetem z vlastní tvorby, píseň má název Mám ťa málo.

#### Vianočná
Před Vánoci roku 2013 spolu s VOXELEM složili píseň Vianočna. Tu nazpívali a natočili k ní videoklip, který se točil za normálního dění v Praze. Píseň Vianočna je československý duet.

#### Keby náhodou
V dubnu roku 2014 vydal videoklip k písni Keby náhodou.

#### Dance 'n' Roll
V květnu roku 2015 vydal videoklip k písni Dance 'n' Roll.

#### Oh my bro (feat. Peter Cmorik)
V červnu roku 2015 nazpíval a natočil klip společně s Peterem Cmorikem, anglickou píseň Oh my bro.

#### Under the lamps
V květnu roku 2016 vydal videoklip k anglické písni Under the lamps, společně s Jánem Zborovjanem.

#### Tisíc slov
V srpnu roku 2016 vydal videoklip k písni Tisíc slov. Skladba vznikla na počest padlého povstaleckého básníka Marcela Herza. Text básně upravil a zhudebnil právě Martin. Nikdy nevyšla na žádném albu.